# Powiat Brzozowski
Der Powiat Brzozowski ist ein Powiat (Kreis) in der polnischen Woiwodschaft Karpatenvorland. Der Powiat hat eine Fläche von 540,39 km², auf der 65.000 Einwohner leben.

## Gemeinden
Der Powiat umfasst sechs Gemeinden, davon eine Stadt-und-Land-Gemeinde und fünf Landgemeinden.

### Stadt-und-Land-Gemeinde
- Brzozów

### Landgemeinden
- Domaradz
- Dydnia
- Haczów
- Jasienica Rosielna
- Nozdrzec